# 섬장암

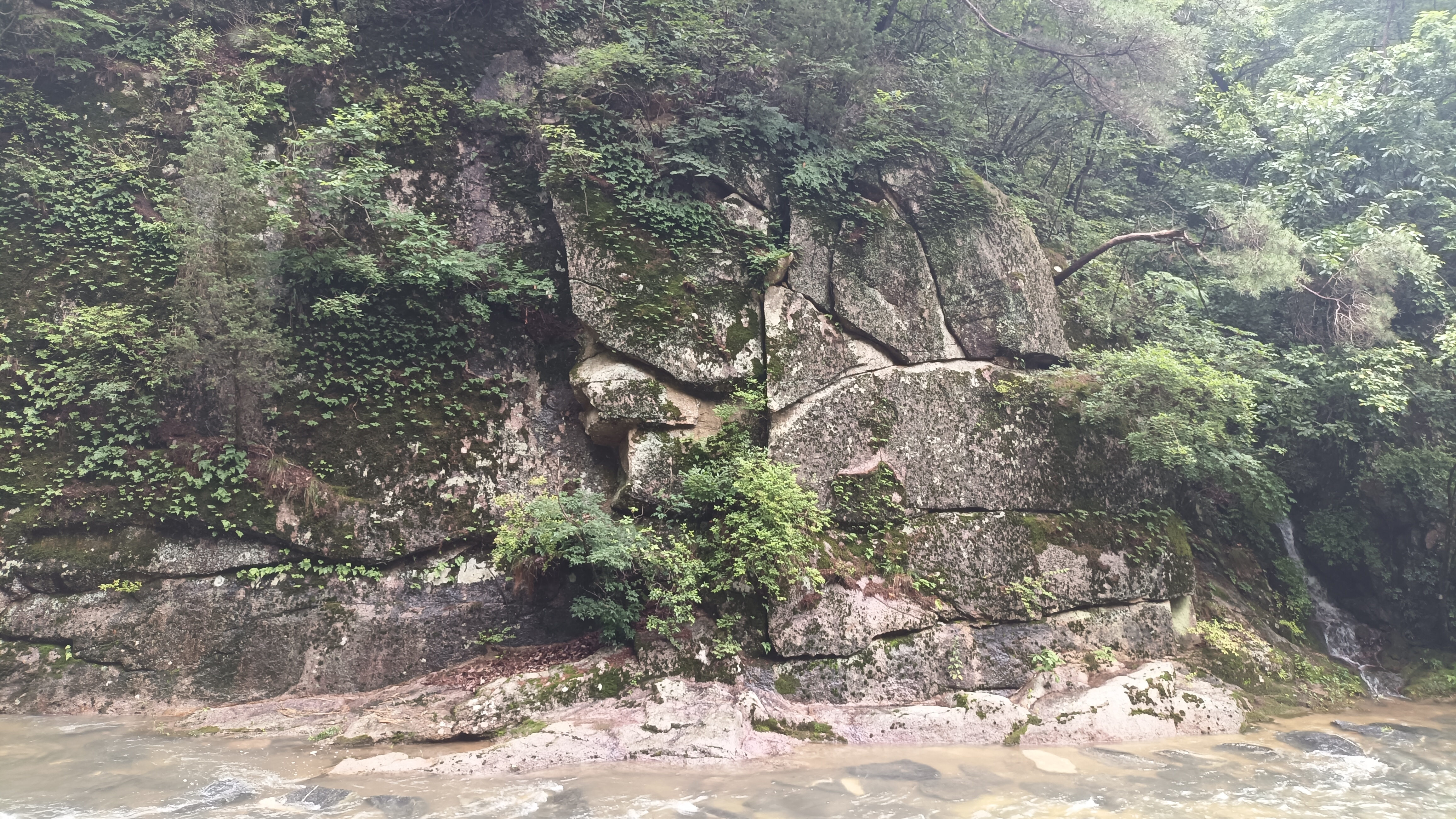
황계폭포 부근 편마암상섬장암

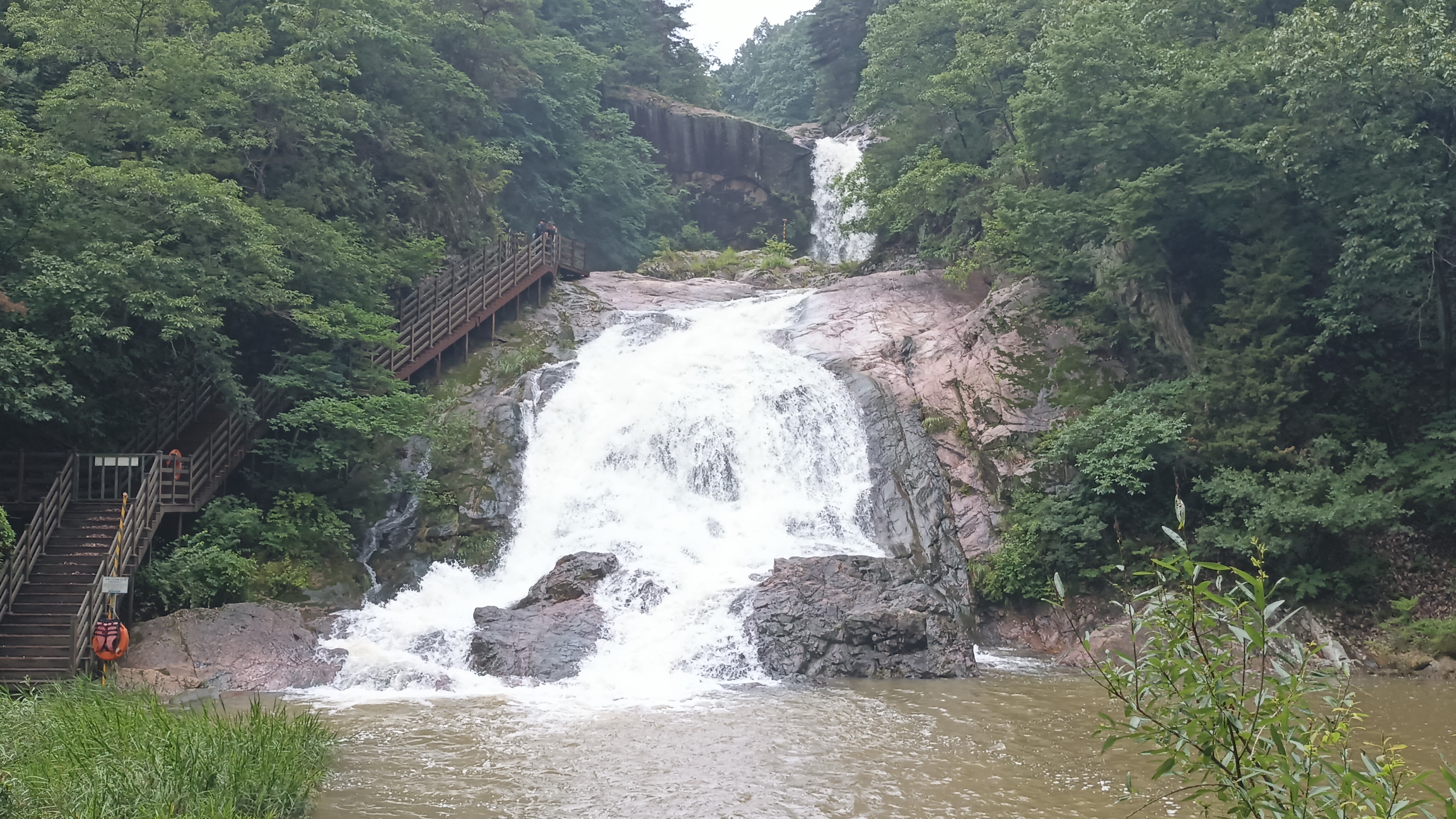
황계폭포와 편마암상섬장암

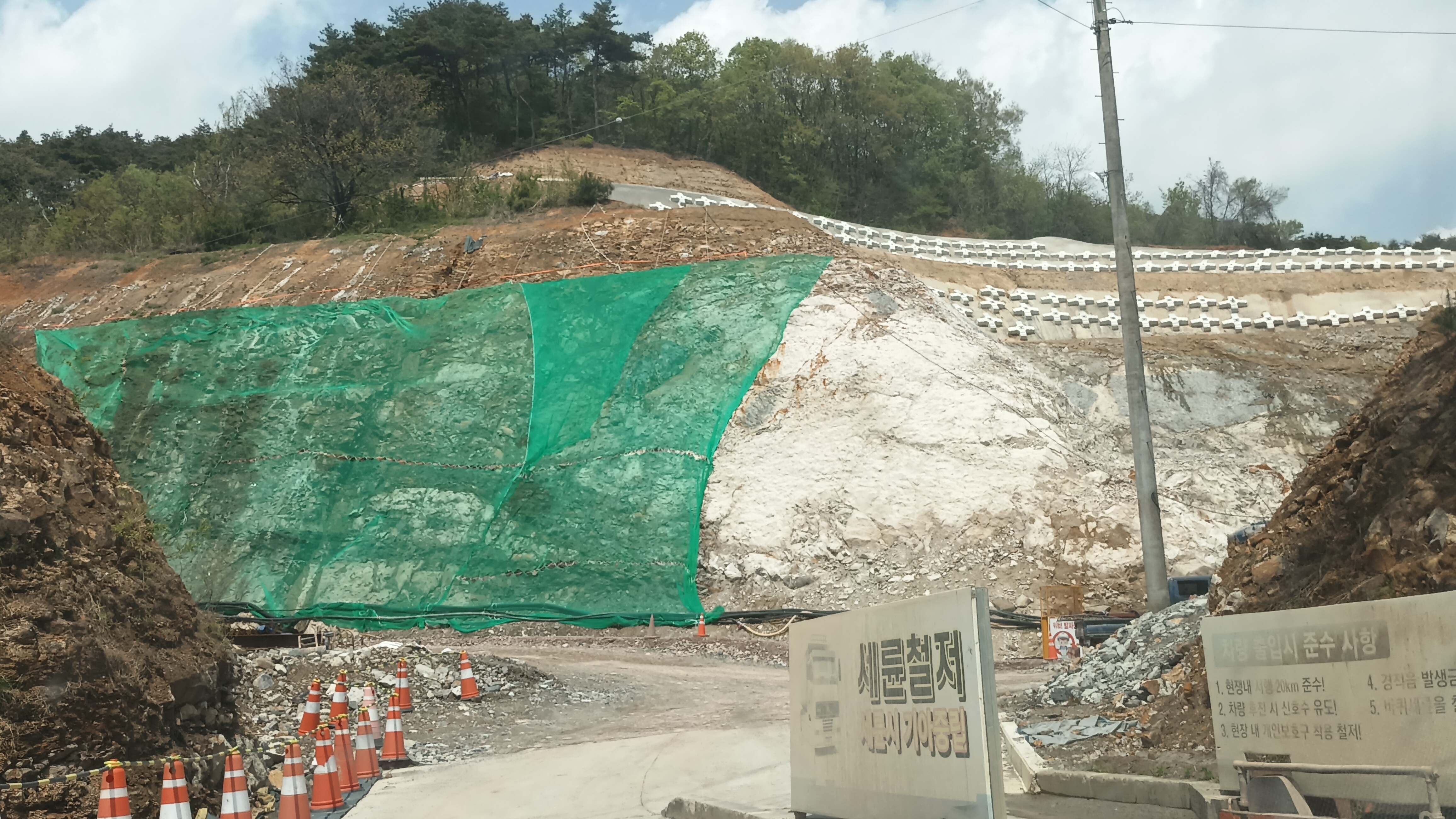
함양울산고속도로 건설현장의 편마암상섬장암 노두, 합천군 용주면 황계리

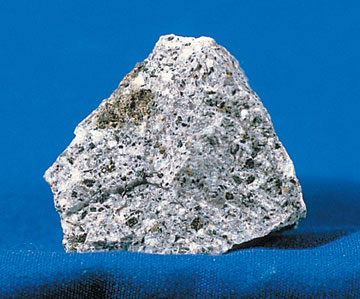
섬장암

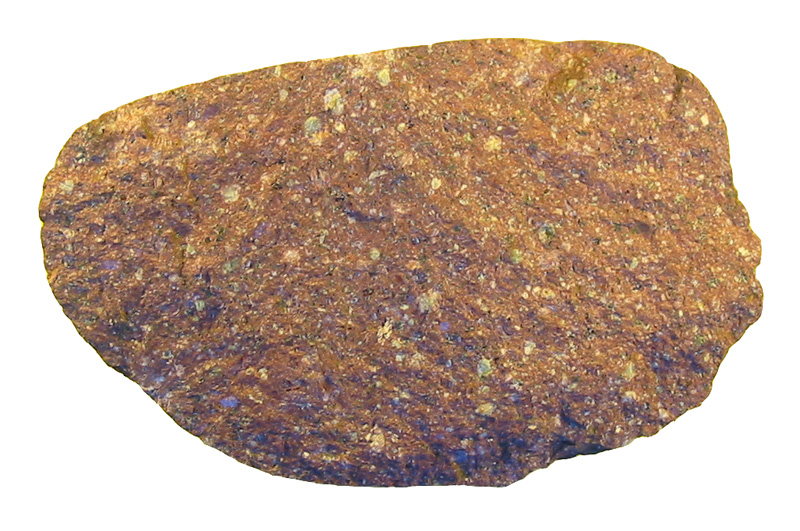
우백질 종인 네펠린 섬장암 스웨덴 (särnaite).

섬장암(閃長巖, Syenite)은 일반적으로 화강암과 같은 성분을 가지나 석영이 없거나 상대적으로 소량인(5% 이하) 조립질의 관입 화성암이다.

## 특성
섬장암은 고대 로마 시대 시에네(Syene, 오늘날의 아스완) 지역에서 나오는 각섬석 화강암을 가리키는 오래된 용어이다. 섬장암의 장석 성분은 특징적으로 알칼리 성분인 경우가 많고 (주로 정장석), 사장석은 10% 이하의 소량이다. 고철질 광물이 있다면 보통 각섬석(hornblende)이고 휘석과 흑운모가 드물게 있을 수 있다. 흑운모는 드문데 이는 섬장암질 마그마의 알루미늄의 대부분은 장석을 만드는 데 사용되었기 때문이다. 섬장암은 알칼리 원소들과 알루미늄이 많기 때문에 주로 과알칼리질이나 과알루미나질이다. 섬장암은 일반적으로 두꺼운 대륙 지각 지역, 혹은 코디예라 섭입대(대산맥 섭입대)에서 알칼리 화성활동으로부터 만들어진다. 섬장암이 만들어지기 위해서는 화강암질 혹은 화성 원암(源岩)이 명백히 낮은 정도의 부분 용융으로 용융되어야 한다. 이것은 포타슘이 불호정성원소이며 용융체에 초기에 들어가는 경향이 있는데, 부분 용융이 좀 더 진행되면 칼슘과 소듐 역시 용융체에 들어가서 사장석을 형성하기 때문이다. 이런 용융체에서는 화강암, 아다멜라이트 혹은 토날라이트가 형성된다. 매우 낮은 정도의 부분 용융에서는 이산화규소가 불포화된 용융체가 만들어지는데, 이는 네펠린 섬장암을 만든다. 이런 상태에서 정장석은 준장석류인 류사이트(백류석), 네펠린(하석), 혹은 아날심(방비석)으로 치환된다.

## 산출
섬장암은 미국의 뉴잉글랜드, 아칸사스, 몬태나, 뉴욕(섬장편마암), 스위스, 독일, 노르웨이 등 몇 군데서만 나타나는 것으로 대륙지각의 구성 성분인 화강암질암과 유사하지만 산출은 희귀해 연구 가치가 높은 암석이다.

### 한국
대한민국에서는 산청군 산청읍, 합천군 대병면과 황계폭포 주변 지역에 섬장암의 산출이 보고되었다.

## 같이 보기
- 암석 목록